# Цзюцзюфень

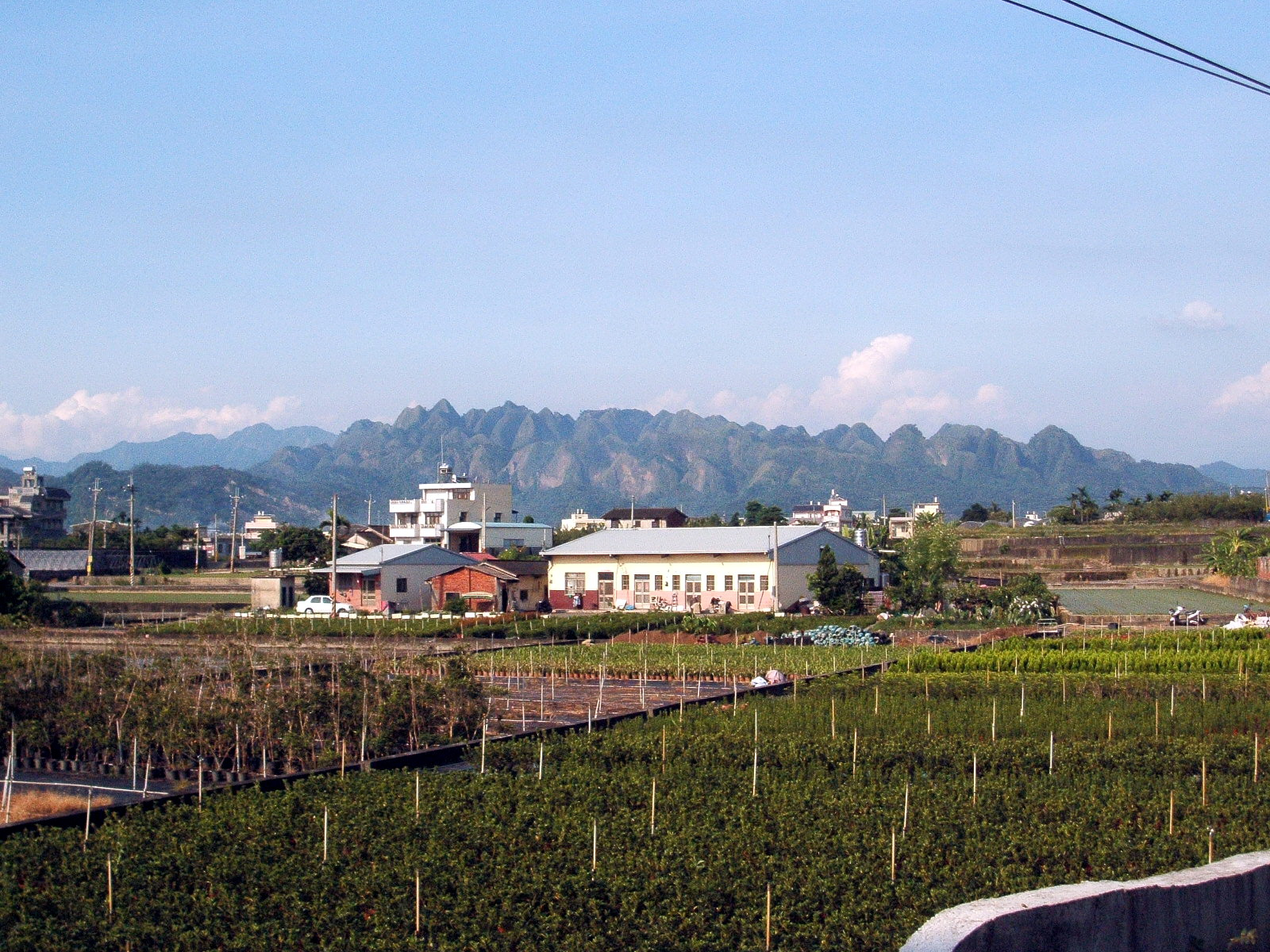
Цзюцзюфень на задньому плані, як видно з Каотуну

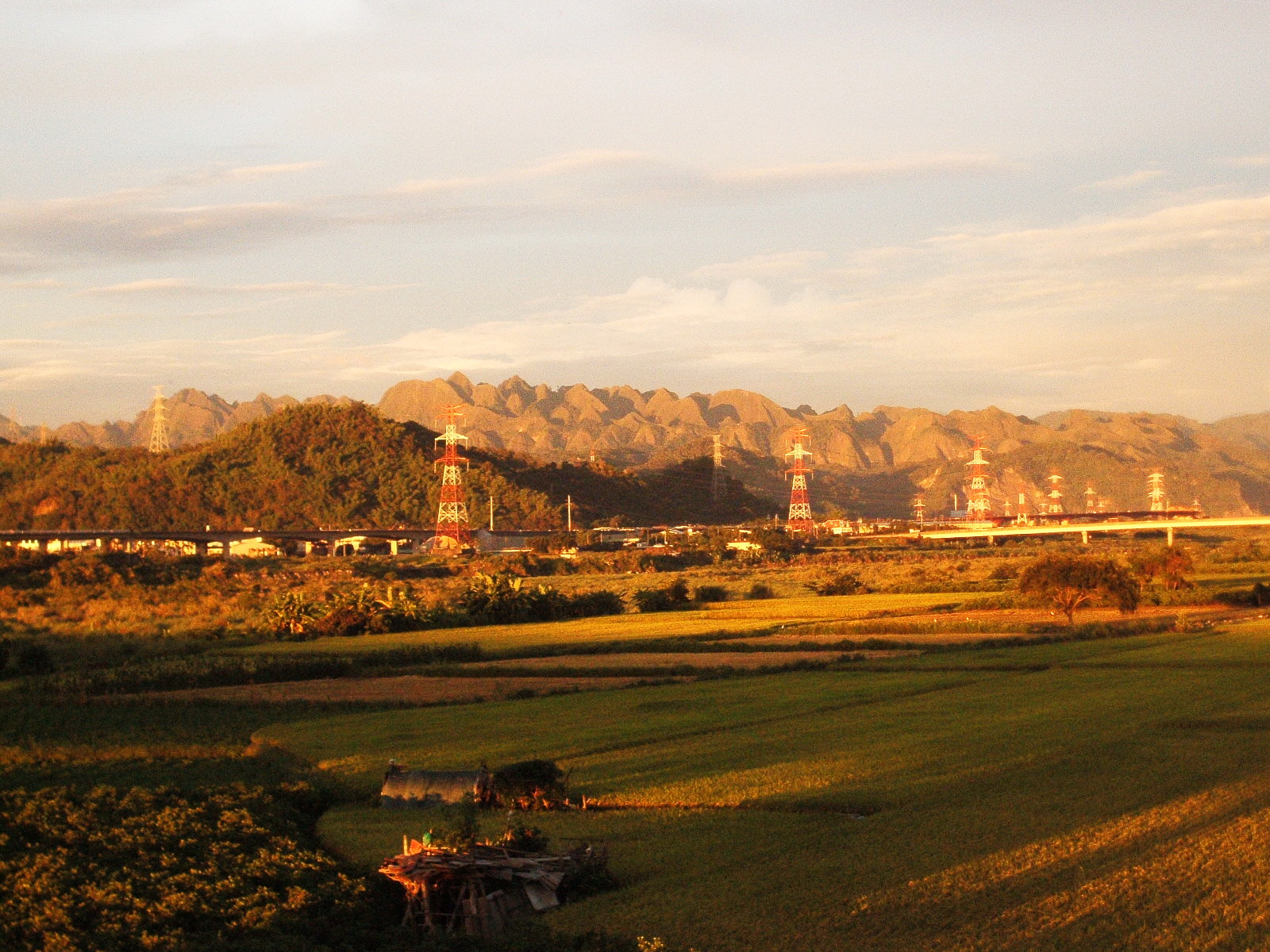
Цзюцзюфень під час заходу сонця

Цзюцзюфень (кит. 九九峰; піньїнь: Jiǔjiǔfēng; буквально «дев’яносто дев’ять вершин») — природний заповідник, розташований на кордоні міста Тайчжун і повіту Наньтоу, що охоплює міста Каотун, Ґосінь, Уфень і Тайпінь. Заповідна територія містить багато невеликих зубчастих вершин, звідки і назва.

## Опис
Цзюцзюфень розташований на північному березі річки Даду на південний схід від міста Тайчжун. Геологічно Цзюцзюфень розташований у формації Тукешань (頭嵙山層), формації епохи плейстоцену, яка переважно складається з гравійних порід. Оскільки ґрунт має високу водопроникність, вершини легко розмиваються дощем, утворюючи зубчасті вершини. Незважаючи на рельєф місцевості, Цзюцзюфен все ще підтримує широкий спектр рослинного світу, включаючи рідкісну Reevesia formosana.
Землетрус Джідзі 1999 року спричинив багато зсувів у Цзюцзюфені, які розкрили червоні латеритові поверхні під ними та знищили більшу частину первісної рослинності. Отриманий унікальний ландшафт спонукав Бюро лісового господарства захистити його як природну заповідну територію (自然保留區) 22 травня 2000 року.

## Гайкінґ
Існує пішохідна стежка довжиною 1,93 кілометра (1,20 милі), яка робить петлю в межах Цзюцзюфеню. Стежка доступна з Каотуна.

## Дивитесь також
- Гора Хуоян